# Jägerstiftung natur+mensch
Die Jägerstiftung natur+mensch – gemeinsam Zukunft stiften ist eine gemeinnützige Stiftung bürgerlichen Rechts.

## Gründung
Die Stiftung wurde 2005 unter dem Namen Stiftung natur+mensch vom damaligen Deutschen Jagdschutzverband gegründet. Vorsitzender des Vorstandes ist derzeit Georg Graf von Kerssenbrock-Praschma, Vorsitzender des Stiftungsrates Michael Storm. Ehrenvorsitzender ist Jochen Borchert. Der Sitz der Stiftung ist in Havixbeck.
Die Stiftung soll die Entwicklung, die Erhaltung und den Schutz einer artenreichen und gesunden Tierwelt und die Sicherung ihrer Lebensgrundlagen unter Wahrung der Landeskultur fördern. Ihre besondere Aufgabe besteht darin, der fortschreitenden Entfremdung des Menschen von der Natur durch gezielte Bildungs- und Aufklärungsarbeit entgegenzuwirken.
Die Stiftung fördert den Dialog zwischen Jägern und anderen gesellschaftlichen Gruppen, um das gegenseitige Verständnis und damit den Austausch über nachhaltige Naturnutzungslösungen zu verbessern.

## Projekte und Aktionen
- Lernort-Natur-Rucksack: Mit dem Lernort-Natur-Rucksack hat die Stiftung eine Materialsammlung zusammengestellt, mit der Exkursionen in die Natur vor- und nachbereitet werden können. Neben didaktischem Material für den Schulunterricht enthält der Themenrucksack auch Hilfsmittel für einen Entdeckungsgang in Wald, Feld und Flur.[3]
- „natur+mensch – der Blog“: Das Informationsportal liefert seit Juni 2021 täglich aktuell journalistische Beiträge mit Fakten und Meinungen zur Zukunft des ländlichen Raumes.[4]

## Auszeichnungen
Mehrfach hat die Stiftung seit 2010 den Förderpreis Wildtierfreundliche Landwirtschaft ausgeschrieben. Ausgezeichnet wurden bis 2018 mehrere landwirtschaftliche Betriebe, die gleichermaßen innovativ wie verantwortungsbewusst wildtierfreundlich wirtschaften und somit den Wildtieren im Kulturland ihre Existenz sichern und die Biodiversität fördern. Der Förderpreis Wildtierfreundliche Landwirtschaft steht unter der Schirmherrschaft des Bundeslandwirtschaftsministeriums.

## Belege
1. ↑  Jägerstiftung natur+mensch: Unsere Satzung (Memento vom 28. Mai 2014 im Internet Archive)
2. ↑  https://jaegerstiftung.de/impressum
3. ↑  Jägerstiftung natur+mensch: Lernort-Natur-Rucksack https://jaegerstiftung.de/projekte/lernort-natur-rucksack
4. ↑  blog-natur-und-mensch.de
5. ↑  Förderpreis Wildtierfreundliche Landwirtschaft. Jägerstiftung natur+mensch, abgerufen am 26. November 2021.
6. ↑  Geflügelhof aus OWL gewinnt Bundespreis. Rheinisch-westfälischer Jäger 8, 2018, abgerufen am 26. November 2021.